# Ruel (Sänger)
Ruel van Dijk (* 29. Oktober 2002 in London), bekannt unter seinem Vornamen Ruel, ist ein australischer Sänger und Songwriter aus Sydney. Seine bisher bekanntesten Songs sind Painkiller, Don’t Tell Me und Younger. Bei den ARIA Music Awards 2018 gewann er die Auszeichnung als „Breakthrough Artist“ für seine Single Dazed & Confused.

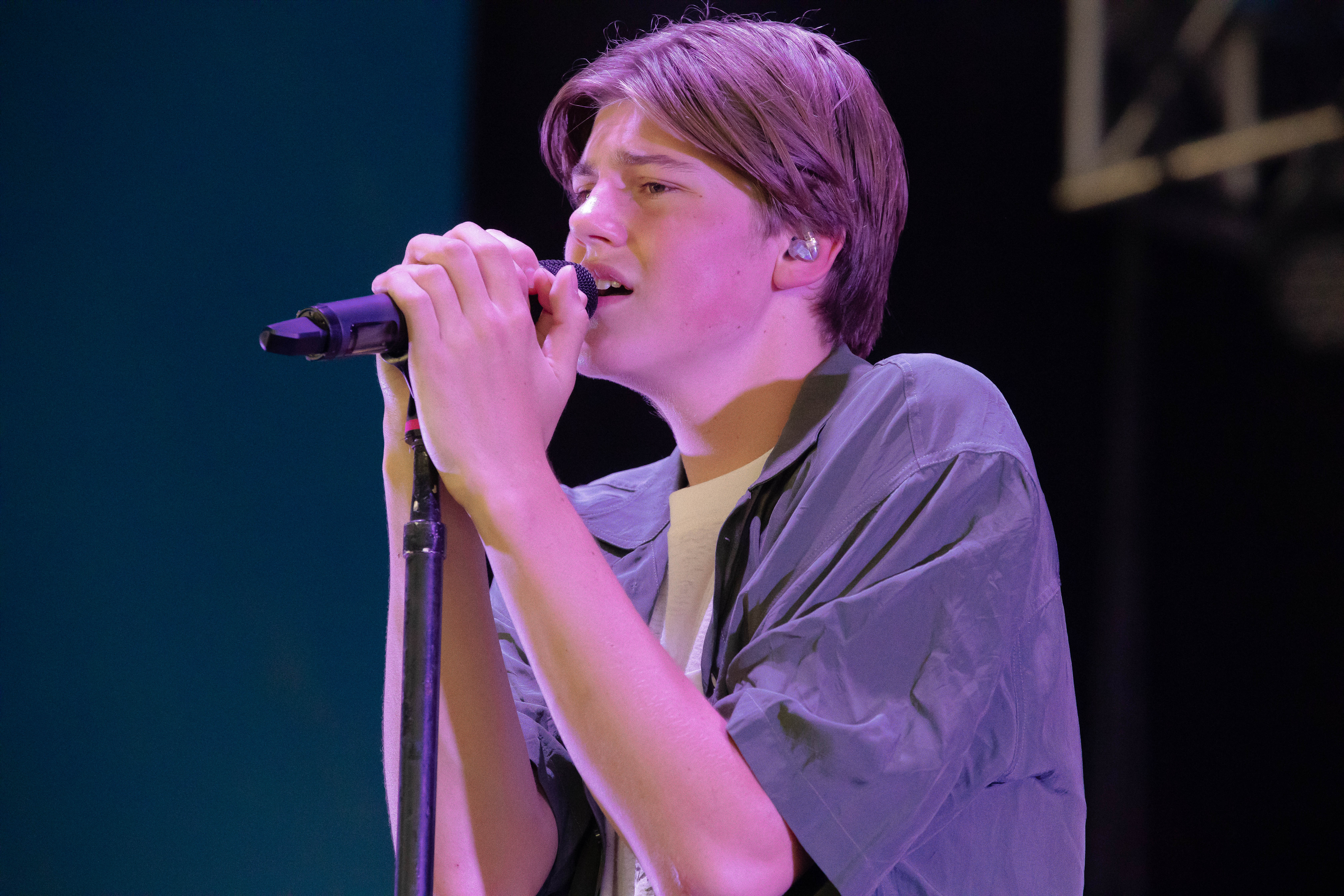
Byron Bay Fall (2018)

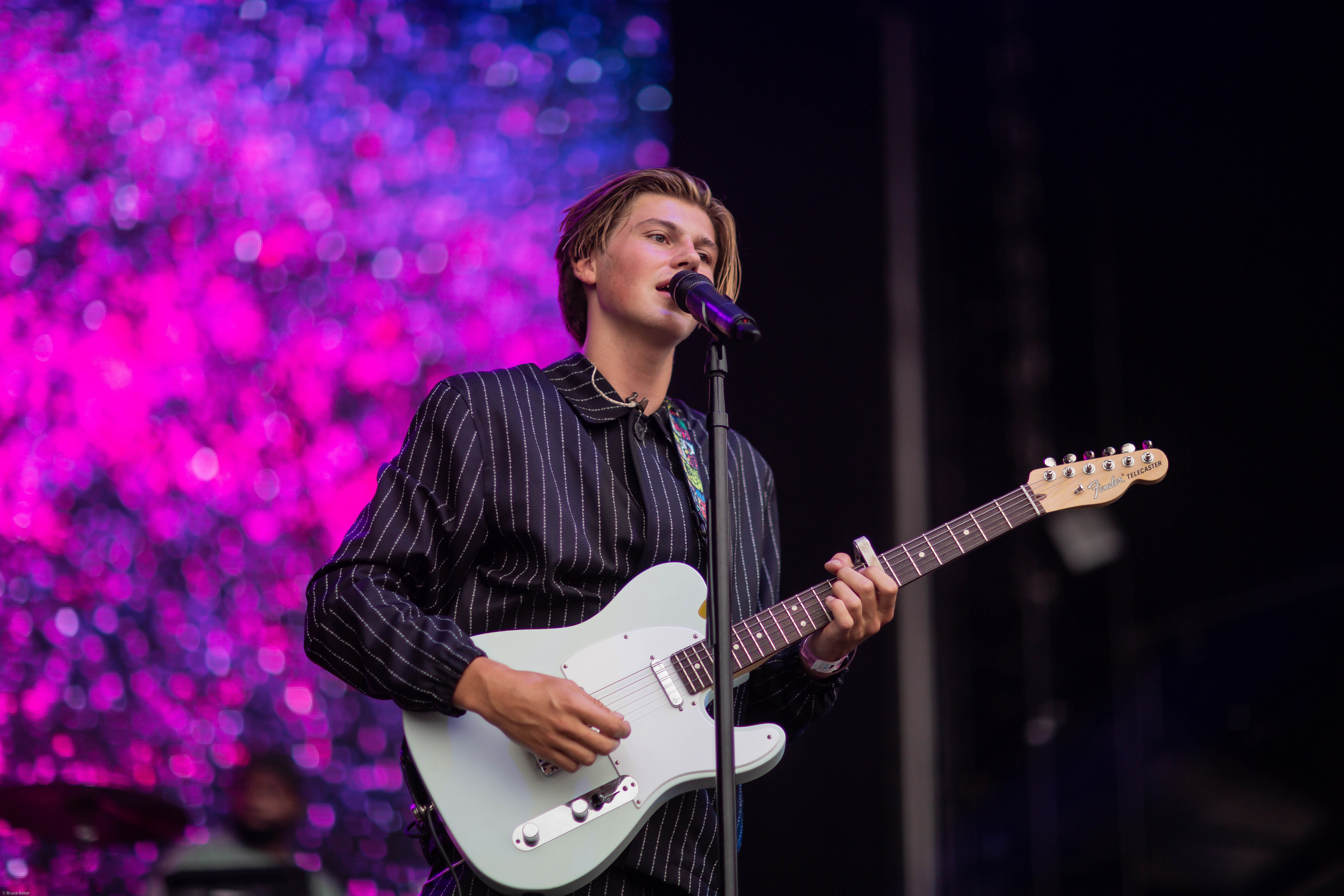

## Biografie
Ruel Vincent van Dijk ist der Sohn einer britischen Mutter, Kate van Dijk, und eines niederländischen Vaters, Ralph van Dijk, der in Neuseeland aufgewachsen war. Ruel lebte in London, bis seine Familie nach Australien zog. Mit acht Jahren begann er, Gitarre zu spielen.
2015 schickte Ruels Vater eine Demoaufnahme seines Sohnes an den Produzenten M-Phazes, der sofort begeistert war.
Im April 2017 erschien Ruels Debüt-Single Golden Years, produziert von M-Phazes. Im Juni trat er erstmals live im Radio auf. Das dazu erschienene Video wurde in weniger als 48 Stunden eine halbe Million Mal aufgerufen. Im Juli veröffentlichte Ruel die Single Don’t Tell Me, die Platz 86 der australischen Musikcharts erreichte. Im September spielte Elton John den Song auf BBC Radio 1 und machte ihn so in England bekannt. Im November ging Ruel mit Khalid in Australien und Neuseeland auf Tour. Im gleichen Monat unterschrieb er einen Vertrag mit RCA Records.
Am 24. März 2018 trat Ruel beim Pop Spring Festival in Tokyo auf. Am 4. April sang er bei der Eröffnungsfeier der Commonwealth Games 2018. Am 15. Juni 2018 erschien Ruels erste EP Ready. Im Juni und Juli hatte er seine erste Tour als Headliner. Im Oktober erreichte die Single Younger Goldstatus in Australien. Am 11. Oktober 2018 wurde Ruel bei den ARIA Music Awards als „Breakthrough Artist“ nominiert; den Preis gewann er später dann.
Am 1. Mai 2019 veröffentlichte Ruel seine Single Painkiller und ging daraufhin auf Painkiller Tour, unter anderem sang er am 9. Juni im Lido in Berlin. Als er seine Free Time EP noch im selben Jahr veröffentlichte, ging er im Herbst 2019 auf Free Time Tour und sang ebenfalls in Berlin.

## Diskografie

### EPs
- 2018: Ready
- 2019: Free Time
- 2020: Bright Lights, Red Eyes
- 2023: 4th Wall

### Singles
- 2017: Golden Years (mit M-Phazes)
- 2017: Don’t Tell Me (AU: Platin)
- 2018: Dazed & Confused (US: Gold; AU: ×2Doppelplatin )
- 2018: Younger (AU: ×2Doppelplatin )
- 2018: Not Thinkin’ ’Bout You (AU: Gold)
- 2018: Say (AU: Gold)
- 2019: Painkiller (US: ×2Doppelplatin )
- 2019: Face to Face (AU: Gold)
- 2019: Real Thing (AU: Gold)
- 2019: Don’t Cry
- 2019: Unsaid
- 2019: Free Time (AU: Gold)
- 2019: Hard Sometimes (AU: Gold)
- 2020: Down for You (mit Cosmo’s Midnight)
- 2020: as long as you care
- 2020: say it over
- 2020: distance
- 2020: courage
- 2020: up to something
- 2021: too many feelings
- 2021: Down for You Remix (mit Cosmo’s Midnight)
- 2021: Growing Up Is_____
- 2022: Let the Grass Grow
- 2022: You against yourself
- 2022: Someone else’s problem

### Als Gastsänger
- 2017: Human (Tom Thum feat. Ruel)
- 2019: Flames (SG Lewis feat. Ruel)
- 2020: Empty Love (Gracey feat. Ruel)
- 2020: Want U Around (Omar Apollo feat. Ruel)
- 2021: Dream No More (Billy Davis feat. Ruel & Genesis Owusu)
- 2021: Notice Me (Dylan J feat. Ruel)

## Auszeichnungen für Musikverkäufe
| Goldene Schallplatte - Brasilien - 2023: für die Single Dazed & Confused | Platin-Schallplatte - Neuseeland - 2020: für die Single Younger - 2020: für die Single Painkiller |

Anmerkung: Auszeichnungen in Ländern aus den Charttabellen bzw. Chartboxen sind in ebendiesen zu finden.
| Land/RegionAuszeichnungen für Musikverkäufe (Land/Region, Auszeichnungen, Verkäufe, Quellen) | Gold     | Platin       | Verkäufe  | Quellen             |
| -------------------------------------------------------------------------------------------- | -------- | ------------ | --------- | ------------------- |
| Australien (ARIA)                                                                            | 6× Gold6 | 6× Platin6   | 630.000   | aria.com.au         |
| Brasilien (PMB)                                                                              | Gold1    | —            | 20.000    | pro-musicabr.org.br |
| Neuseeland (RMNZ)                                                                            | —        | 2× Platin2   | 60.000    | radioscope.co.nz    |
| Vereinigte Staaten (RIAA)                                                                    | Gold1    | 2× Platin2   | 2.500.000 | riaa.com            |
| Insgesamt                                                                                    | 8× Gold8 | 10× Platin10 |           |                     |

## Auszeichnungen
ARIA Music Awards
- 2018: „Breakthrough Artist“ für die Single Dazed & Confused

Nickelodeon Kids’ Choice Awards
- 2019: „Favorite Aussi/Kiwi“